# Fisklöstjärn, Härjedalen
Fisklöstjärn är en sjö i Härjedalens kommun i Härjedalen och ingår i Ljusnans huvudavrinningsområde. Sjön har en area på 0,037 kvadratkilometer och ligger 773,2 meter över havet. Fisklöstjärn ligger i Rogen Natura 2000-område. Vid provfiske har öring fångats i sjön.

## Delavrinningsområde
Fisklöstjärn ingår i det delavrinningsområde (691536-133437) som SMHI kallar för Utloppet av Västra Abborrvikarna. Medelhöjden är 782 meter över havet och ytan är 9,75 kvadratkilometer. Det finns inga avrinningsområden uppströms utan avrinningsområdet är högsta punkten. Vattendraget som avvattnar avrinningsområdet har biflödesordning 4, vilket innebär att vattnet flödar genom totalt 4 vattendrag innan det når havet efter 397 kilometer. Avrinningsområdet består mestadels av skog (77 procent). Avrinningsområdet har 2 kvadratkilometer vattenytor vilket ger det en sjöprocent på 20,5 procent.